# Muzeum Regionalne w Łęcznej
Muzeum Regionalne w Łęcznej – dawny oddział Muzeum Lubelskiego w Łęcznej. Muzeum powstało w 1966 r. i działało do 30 kwietnia 2014 r. w budynku zabytkowej Dużej Synagogi w Łęcznej. Od 1 maja 2014 r. rozpoczęto przenoszenie zbiorów muzealnych do tymczasowych pomieszczeń w budynku Przedsiębiorstwa Gospodarki Komunalnej i Mieszkaniowej w Łęcznej.

## Historia muzeum
Muzeum powstało w 1966 r. i mieściło się w zabytkowej Dużej Synagodze w Łęcznej z połowy XVII w., należącej do nielicznych obiektów kultu żydowskiego na Lubelszczyźnie, w której zachował się wystrój wnętrza – w tym szafa ołtarzowa (aron ha-kodesz) i unikatowa w skali kraju czterokolumnowa bima z dwukondygnacyjną nastawą, dekorowaną sztukaterią o cechach późnego renesansu i polichromią. Muzeum zostało zamknięte po przejęciu budynku Dużej Synagogi w Łęcznej przez Żydowską Gminę Wyznaniową 30 kwietnia 2014 r. Od 1 maja 2014 r. rozpoczęto przenoszenie zbiorów muzealnych do tymczasowych pomieszczeń w budynku Przedsiębiorstwa Gospodarki Komunalnej i Mieszkaniowej w Łęcznej.

## Zbiory i wystawy muzeum

### Zbiory muzeum
Muzeum jest w posiadaniu kilkunastu tysięcy obiektów etnograficznych, numizmatycznych, geologicznych, archeologicznych, artystycznych, oraz zabytków związanych z historią miasta, regionu i górnictwa. W tym ok. 350 judaików.

### Wystawy stałe
- Bramy czasu – czynna od listopada 1999 r. – wystawa judaistyczna prezentująca żydowskie zabytki sakralne i obrzędowe. Na wystawie zabytki związane m.in. ze świętem Szabasu, Rosz ha-Szana i Jom Kippur, Sukkot, Chanuka, Purim i Pesach[4][5][6].
- Ślady przeszłości. Z dziejów i kultury Łęcznej – czynna od 25 listopada 2004 r. – wystawa historyczna prezentująca m.in. aranżację wnętrza mieszczańskiego, obiekty geologiczne i archeologiczne Łęcznej, dokumenty z codziennego życia miasta, portrety łęczyńskich dziedziców autorstwa Andrzeja Rzepkowskiego[4][5][6]
- Mizrach – wycinanki żydowskie Marty Gołąb

### Wystawy czasowe
- Akwarelowy śpiew z bożnicy – październik 2011 – wystawa prac Bartłomieja Michałowskiego, 40 obrazów przedstawiających dawne miasteczka żydowskie[7]
- 530 lat miasta Łęczna.
- Stare Miasto w Łęcznej – ocalić od zapomnienia – od 23 lutego do 9 maja 2012 r. – wystawa 124 fotografii przedstawiających Stare Miasto w Łęcznej[8]
- Majdanek – od 7 stycznia do 9 lutego 2014 r. – wystawa prac Zinowija Tołkaczewa[9]
- Lublin 1942 – wystawa 30 obrazów Mieczysława Kukowskiego przedstawiających sceny z życia lubelskich Żydów
- Ręką artysty i etnografa... – na wystawę składały się:
  - prace Henryka Zwolakiewicza, rysunki, akwarele i ikonografie m.in. reprodukcja obrazu Jana Piotra Norblina Foire de Leczna z 1803 r. (oryginał znajduje się w Muzeum Książąt Czartoryskich w Krakowie)[6]
  - czarno białe fotografie Wiktora Ziółkowskiego[6]
  - akwarele autorstwa Bartłomieja Michałkowskiego[6]